# Rebin Sulaka
Rebin Gharib Sulaka, född 12 april 1992, är en svensk-irakisk fotbollsspelare. Han representerar även det irakiska landslaget.

## Karriär
Sulaka kom till Sverige från Irak som tioåring 2002. Han började spela fotboll i Eskilstuna City FK, där han som 15-åring debuterade i A-laget. Efter säsongen 2012 fick han inte förnyat kontrakt med klubben. Till säsongen 2013 skrev han på för Dalkurd FF. I januari 2014 skrev han på ett treårskontrakt med Ljungskile SK.
I februari 2015 skrev Sulaka på för Syrianska FC. Den 12 juni 2015 debuterade Sulaka för Irakiska landslaget mot Japan i Japan. I augusti 2015 lånades han ut till AFC United.
Rebin Sulaka skrev på för norska Elverum Fotball för säsongen 2016.
I juni 2023 skrev Sulaka på för IF Brommapojkarna. I februari 2024 skrev han på för sydkoreanska FC Seoul. I juni 2024 lämnade Sulaka klubben.